# Полиевкт Мелитинский

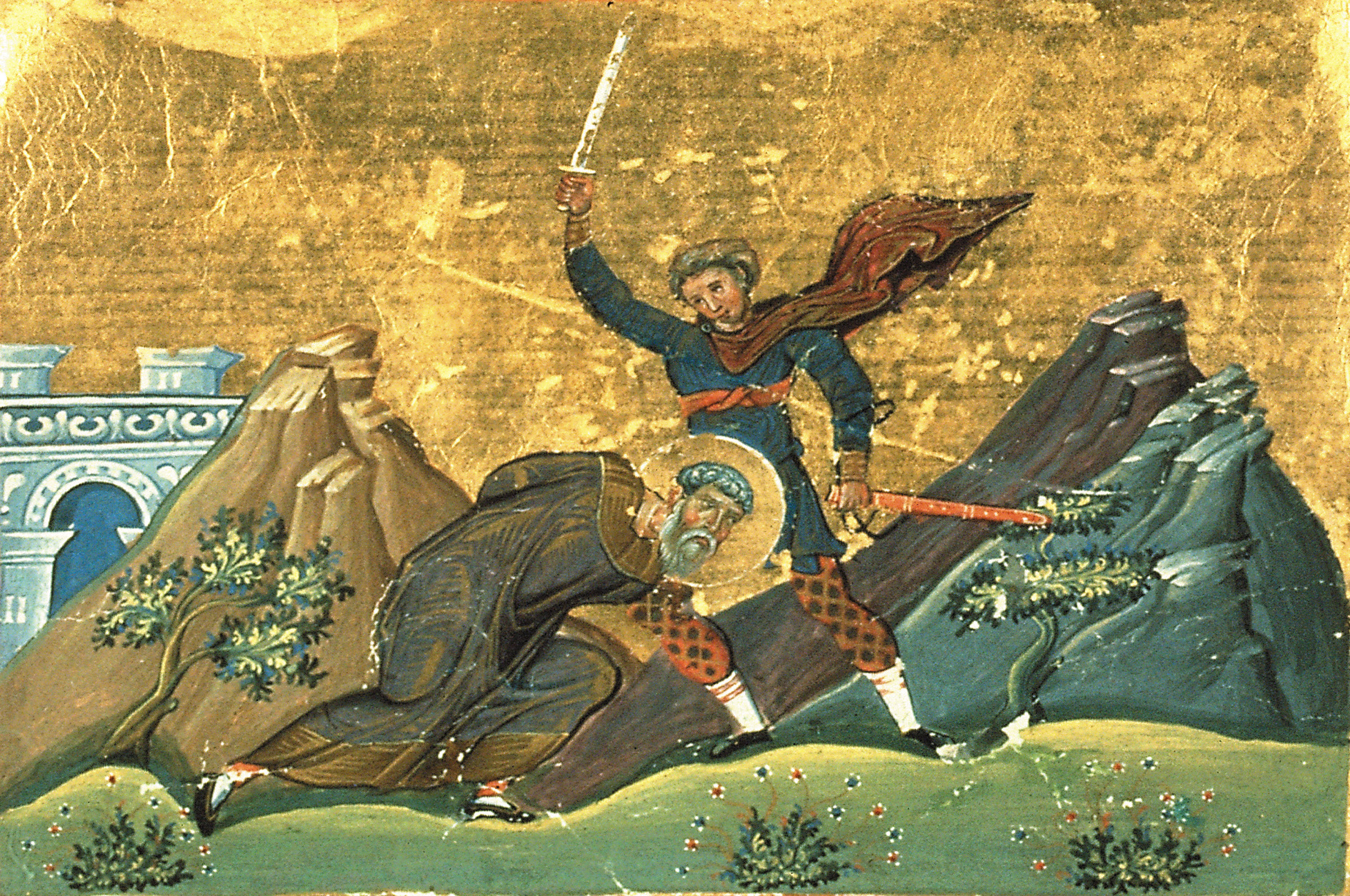
Мученичество Полиевкта. Миниатюра из Минология Василия II (985 год)

Святой Полиевкт Мелитинский (Мелитенский) — первый христианский мученик из города Мелитена в Малой Армении (ныне город Малатья в Восточной Турции).
Полиевкт был воином при императоре Деции (249—251) и пострадал в правление Валериана (253—259). Святой был другом воина Неарха, твёрдого христианина, а сам, ведя добродетельную жизнь, оставался язычником.
Когда настало гонение на христиан, Неарх сказал Полиевкту: «Друг, мы скоро разлучимся с тобой, меня возьмут на мучения, а ты, пожалуй, отречёшься от дружбы со мной». Полиевкт отвечал ему, что видел во сне Христа, который снял с него одежду и надел другую, светлую. «С этой минуты, — сказал он, — я готов служить одному Христу». Полиевкт вышел на городскую площадь, разорвал висевший там указ об обязательном поклонении богам и выбил из рук жрецов идолов, которых они несли.
Тесть Полиевкта, правитель Феликс, которому было поручено исполнять императорский указ, с сожалением узнал о его поступке, и заявил, что если тот не покается, он вынужден будет его казнить. По преданию, и сам Феликс, и жена Полиевкта умоляли его отречься от Христа, однако святой остался непреклонен и был казнён (около 259 года).
Вскоре, когда христианство при Константине восторжествовало по всей Римской империи, в Мелитине святому Полиевкту был посвящён храм. Как на Востоке, так и на Западе мученик Полиевкт почитается как хранитель клятв и договоров.
История Полиевкта Мелитинского легла в основу трагедии «Полиевкт» Пьера Корнеля  и одноимённой оперы Гаэтано Доницетти.